# Melecta sibirica
Melecta sibirica är en biart som beskrevs av Radoszkowski 1890. Melecta sibirica ingår i släktet sorgbin, och familjen långtungebin. Inga underarter finns listade i Catalogue of Life.